# حم فولي
حَمّ فولي (باللاتينية: Moricandia foleyi) نوع نباتي يتبع جنس الحَمّ من الفصيلة الكرنبية.

## الموئل والانتشار
```
هذا النوع 
متوطن
 في 
المغرب العربي
.
[
1
]
[
2
]
```

سمي النبات تكريما لعالم النباتات و. ج. فولي (بالإنجليزية: W.J. Foley)‏ الذي كان مسؤولا في معشب متحف جنوب إفريقيا.